# David Kalousek
David Kalousek (* 13. května 1975, Hradec Králové) je český fotbalista, obránce.

## Fotbalová kariéra
Hrál za FC Hradec Králové, FK Pardubice, AFK Chrudim, FK Pěnčín-Turnov a v Polsku za Zagłębie Lubin a Arku Gdyně. V české lize nastoupil ve 111 utkáních a dal 3 góly. Levonohý obránce s dobrým a rychlým přechodem do útoku.